# Kapela bl. Alojzija Stepinca u sklopu Klinike za psihijatriju Sveti Ivan u Zagrebu
Kapela bl. Alojzija Stepinca katolička je bolnička kapela koja se nalazi u zagrebačkoj četvrti Podsused - Vrapče u naselju Jankomir. Izgrađena je 1999. godine u sklopu Klinike za psihijatriju Sveti Ivan  te se nalazi na adresi Jankomir 11. Kapelu je u travnju 1999. godine blagolsovio zagrebački pomoćni biskup Josip Mrzljak.
Kapela je sagrađena zahvaljujući novčanoj potpori župa susedgradskog dekanata i uže okolice Zagreba te skupine hrvatskih iseljenika iz Švicarske i SAD-a. Kapela je sagrađena s namjerom da služi kao pastoralni prostor namijenjen vjerskim potrebama pacijenata i djelatnika bolnice.

## Galerija
- Bočno pročelje
- Skulptura Alojzija Stepinca ispred kapele
- Skulptura ispred crkve
- Malena skulptura Alojzija Stepinca ispred kapele